# Atractus serranus
Atractus serranus är en ormart som beskrevs av Amaral 1930. Atractus serranus ingår i släktet Atractus och familjen snokar. Inga underarter finns listade.
Arten förekommer i södra Brasilien i delstaterna São Paulo och Rio de Janeiro. Honor lägger ägg.